# Muellerianella
Muellerianella är ett släkte av insekter som beskrevs av Wagner 1963. Muellerianella ingår i familjen sporrstritar.
Kladogram enligt Catalogue of Life och Dyntaxa:
| Muellerianella | \| \| Muellerianella brevipennis \| \| \| \| \| \| Muellerianella extrusa \| \| \| \| \| \| Muellerianella fairmairei \| \| \| \| \| \| Muellerianella relicta \| \| \| \| |
|                | \| \| Muellerianella brevipennis \| \| \| \| \| \| Muellerianella extrusa \| \| \| \| \| \| Muellerianella fairmairei \| \| \| \| \| \| Muellerianella relicta \| \| \| \| |
|                | Muellerianella brevipennis |
|                | |
|                | Muellerianella extrusa |
|                | |
|                | Muellerianella fairmairei |
|                | |
|                | Muellerianella relicta |
|                | |